# Bu Tao

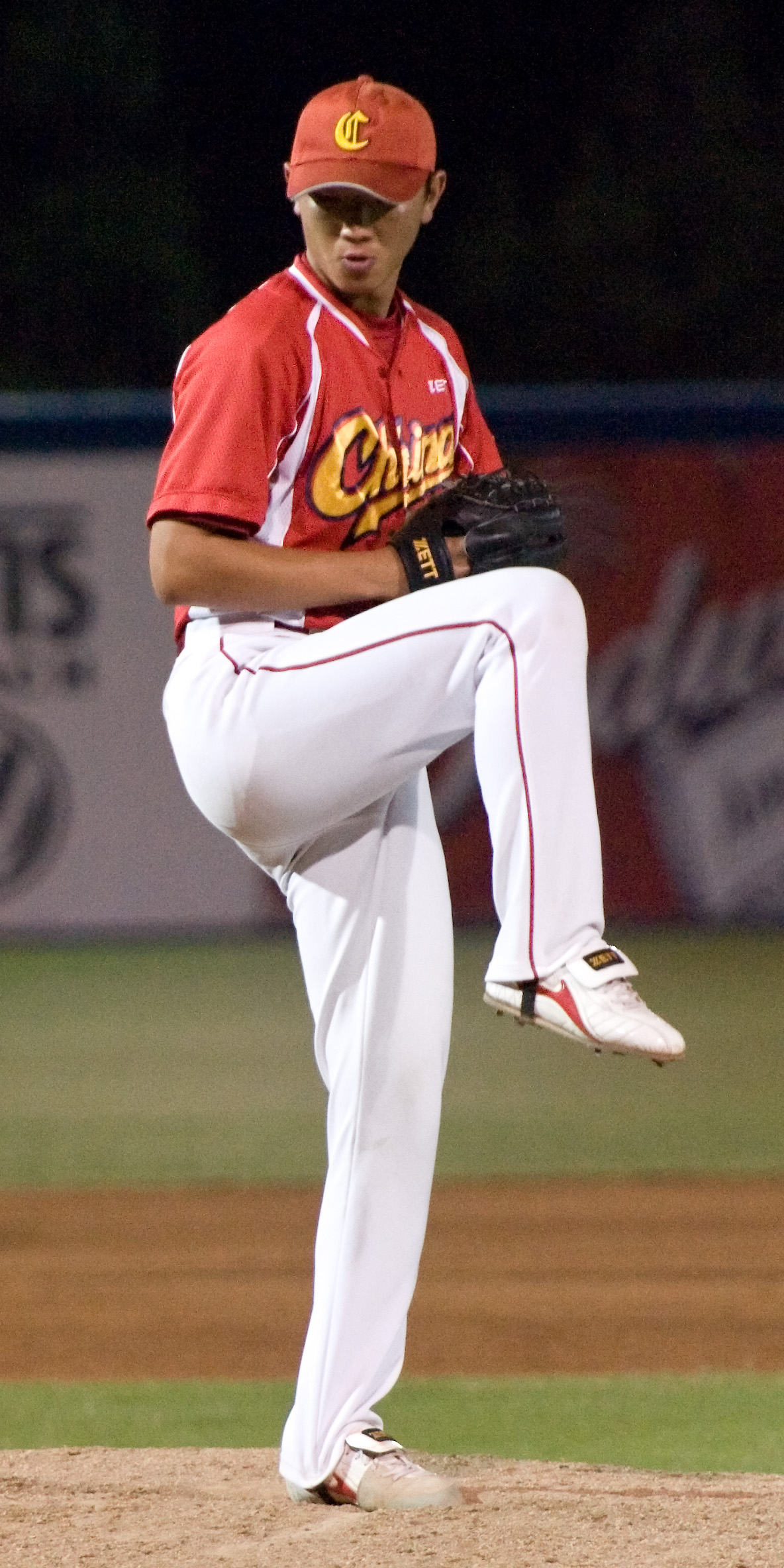
Bu Tao

Bu Tao (chinesisch 卜涛, Pinyin Bǔ Tāo; * 15. Januar 1983 in Henan, Volksrepublik China) ist ein chinesischer Baseballspieler.
Der 1,80 m große und 86 kg schwere Bu ist Pitcher in der chinesischen Baseballnationalmannschaft. Er spielte bis 2006 bei den Jiangsu Hopestars, ab 2007 bei den Sichuan Dragons. Bu vertrat sein Land beim World Baseball Classic 2006 und 2009. Er trägt die Nummer 68. 2008 nahm er an den Olympischen Spielen teil. Er wurde in drei Spielen eingesetzt und ihm wurden dabei zwei Niederlagen angerechnet. Gegen Kanada ließ er in 4 1/3 Innings fünf Earned Runs zu, gegen Kuba in nur 1 1/3 Innings sogar sieben. Ausgerechnet gegen den späteren Goldmedaillengewinner Südkorea warf er sein bestes Spiel, als er in 3 2/3 Innings keinen Run zulassen musste, dennoch verlor China das Spiel mit 0–1.